# كاتدرائية السيدة العذراء (الحسكة)

كاتدرائية السيدة العذراء الآشورية في الحسكة ، 2009

كاتدرائية السيدة العذراء للآشوريين وتُعرف أيضًا باسم (كنيسة السيدة العذراء للعذارى للآشوريين)، هي كاتدرائية بلدة الحسكة وهي مركز الكنيسة الآشورية في سوريا ومقر أبرشية سوريا للكنيسة الآشورية في الشرق.

## الموقع
تقع الكاتدرائية على بُعد حوالي 500 متر شمال شرق محطة قطار الحسكة وحوالي 200 متر غرب محطة الحافلات في الحسكة، وحوالي 1300 متر شمال غرب كاتدرائية القديس جرجس السريانية الأرثوذكسية، وحوالي 300 متر شمال سوق الهال للخضار، وحوالي 1500 متر شمال نهر الخابور، وحوالي 500 متر غرب نهر جقجق.

## التاريخ
لم تكن الحسكة ذات اهمية كبيرة قبل الحرب العالمية الأولى. بعد إبادة الأرمن والمسيحيين السريان، وصل عدد كبير من اللاجئين المسيحيين إلى المدينة. وكان معظم السريان في شمال شرق سوريا يأتون من مقاطعة هكاري في تركيا الحالية. او هربوا إلى إيران الشمالية الغربية بسبب المجازر، ومن هناك وصلوا إلى العراق، حيث جاء جزء منهم إلى سوريا بعد الاضطهاد في الثلاثينات من القرن الماضي واستقروا على ضفاف نهر الخابور - وصل عدد القرى المسيحية إلى 36 قرية جديدة للسريان على ضفاف نهر الخابور في الحسكة. وهكذا تشكل أول أبرشية للكنيسة الآشورية في سوريا. كانت الحسكة في فترة مؤقتة في القرن العشرين مدينة مسيحية بالغالب، حيث كان هناك إلى جانب السريان أيضًا الكلدان وأفراد من كنائس أخرى. تأثرت الكنيسة الآشورية سلبًا بتقسيم جديد في القرن العشرين، حيث أقام أسقف معارض متمسكًا بالتقويم القديم في تل حرمز (تل حورميز، تكوما-جاوايا) على نهر الخابور منذ عام 1965، والذي تم توجيهه إلى بطريرك بغداد، مار أداي الثاني غيفارغيس الذي انتخب عام 1972، بينما كانت الحركة الإصلاحية موجودة في الحسكة، حيث اتخذت الغالبية التقويم الغريغوري. واستمر الشاغر في الكرسي الأسقفي في الحسكة لفترة طويلة.

## خلال الحرب وهجوم داعش
أكدت الشبكة الآشورية أن ستمائة عائلة وصلت من المناطق التي اجتاحتها قوات "داعش" إلى كاتدرائية مريم العذراء في مدينة الحسكة، التي تسيطر عليها قوات النظام السوري، وأن مائة عائلة أخرى وصلت إلى مدينة القامشلي، التي تسيطر عليها قوات "حماية الشعب" الكردية. وأوضحت الشبكة أن مئات العائلات محتجزة في منازلها ولم تتمكن من الخروج منها بسبب الاشتباكات، وبسبب سيطرة قوات "داعش" على قصر يلدا، حيث تمركز قناصو التنظيم.